# Really Don't Care
"Really Don't Care" é uma canção da cantora e compositora norte-americana Demi Lovato com a participação da cantora britânica Cher Lloyd, contida em seu quarto álbum de estúdio, Demi. A canção também é o quarto e último single de trabalho do álbum. Foi composta e produzida por Carl Falk e Rami Yacoub, com auxílio de Savan Kotecha, Demi Lovato, Cher Lloyd na escrita, a canção acumulou o maior número de pontos de vista de todas as músicas de Lovato transmitido a partir do álbum antes de seu lançamento. Musicalmente, consiste nos gêneros de pop e dance pop com influências de teen pop.

## Performance comercial
Really Don't Care estreou no número noventa e oito na Billboard Hot 100 e na posição cinqüenta da Digital Songs, com vendas de mais de 37.500 cópias digitais na semana em que seu álbum "Demi" estreou na Billboard 200. Na semana seguinte, ela desceu com 13.600 cópias vendidas, até então, já havia alcançado mais de 51.000 cópias digitais. Para divulgar a canção Lovato a performou no Teen Choice Awards, até hoje a canção já alcançou mais de 1 milhão de cópias vendidas em 2014 

## Videoclipe

### Videoclipe Musical
O vídeo lançou no dia 26 de junho de 2014 e gravado durante o "LA Pride", parada gay em Los Angeles, enquanto a artista entoava os versos da canção. O clipe ainda conta com a participação do baterista Travis Barker, do Blink-182, Perez Hilton, Kat Graham, Shane Bitney Crone, Bria and Chrissy, Wilmer Valderrama, além de Cher Lloyd. A artista de 21 anos já havia revelado anteriormente que a nova produção quer transmitir a mensagem de que cada um pode viver da forma que quiser, sem se importar com o que os outros pensam.

### Lyric Video
O Lyric Video foi lançado em 14 de maio de 2014. O vídeo apresenta a letra da canção sobre vários shots de fãs brasileiros dublando a música, assim como algumas cenas de shows onde Demi performa a canção durante a The Neon Lights Tour. Durante o vídeo, Lovato aparece de surpresa para alguns dos fãs. Além dos fãs, a família e membros da equipe de Demi Lovato também aparecem se divertindo ao som de Really Don't Care. No final, uma mensagem é exibida para agradecer aos Lovatics brasileiros por ajudar com as filmagens do Lyric Video.

## Desempenho nas tabelas musicais
Mesmo antes do lançamento como música de trabalho, a faixa entrou na parada de cinco países: Na Austrália alcançou a 81ª colocação na Australian Singles Chart, no Canadá alcançou a 72ª colocação no Canadian Hot 100 e a 39ª colocação no Hot Canadian Digital Songs, no Estados Unidos alcançou a 98ª colocação na Billboard Hot 100 e a 50ª colocação na Billboard Digital Songs, na Nova Zelândia alcançou a 36ª colocação na NZ Top 40 Singles e no Reino Unido alcançou a 141ª colocação no UK Singles Chart. De acordo com o site FMQB, que é vinculado ao Mediabase, o novo single de Demi Lovato e quarto do álbum “DEMI” foi enviado para as rádios estadunidenses no dia 20 de maio de 2014. Na tabela do chart americano Billboard Hot 100, "Really Don't Care" se encontra na 26º posição graças as visualizaçoes no Youtube, e as compras da música. Na iTunes Store americana teve seu peak de #22.
| Tabela (2013)                      | Melhor posição |
| ---------------------------------- | -------------- |
| Austrália (ARIA)                   | 81             |
| Canadá (Canadian Hot 100)          | 24             |
| Estados Unidos (Billboard Hot 100) | 26             |
| Nova Zelândia (Recorded Music NZ)  | 36             |
| Reino Unido (UK Singles Chart)     | 92             |

### Certificações
| País (Empresa)        | Certificação | Vendas     |
| --------------------- | ------------ | ---------- |
| Estados Unidos (RIAA) | Platina      | 1,000,000+ |

## Créditos
Lista-se abaixo os profissionais envolvidos na elaboração de "Really Don't Care", de acordo com o encarte de Demi.
- Vocais - Demi Lovato, Cher Lloyd
- Composição - Carl Falk, Rami Yacoub, Savan Kotecha , Demi Lovato, Cher Lloyd
- Produção - Carl Falk e Rami Yacoub